# 芒敏彪

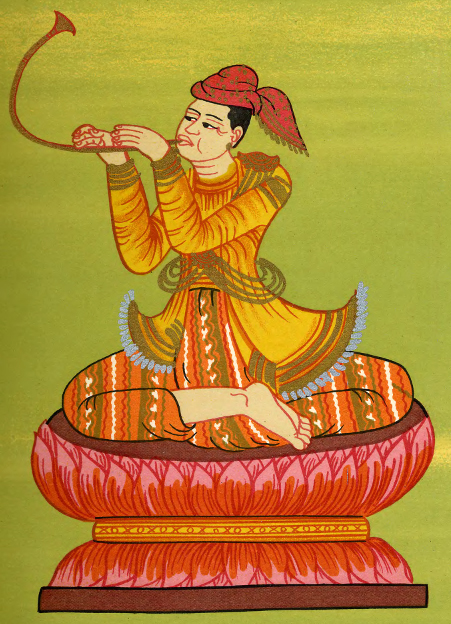
芒敏彪

芒敏彪（發音：[màʊɴ mɪ́ɴ bjù]）是37尊緬甸官方神靈之一，生前是緬甸阿瓦王國王子彌利憍苴（မင်းရဲကျော်စွာ）。彌利憍苴本名敏彪（မင်းဖြူ），是阿瓦國王明恭之子。彌利憍苴以其在四十年戰爭中的英勇表現而聞名。